# Бутха-Бутхе (район)
Бутха-Бутхе (сесото Butha-Buthe) — один из 10 районов Лесото. Административным центром и единственным городом в районе является Бутха-Бутхе. Площадь — 1 767 км², население — 110 320 человек (2006).

## Географическое положение
Район Бутха-Бутхе граничит на севере с провинцией Фри-Стейт (ЮАР), на юге — с районом Лерибе, на востоке с районом Мокхотлонг.

## Административное деление
Район делится на 5 округов и 10 местных советов.

### Округа
- Бутха-Бутхе
- Гололо
- Мечачане
- Мотете
- Цгало

### Местные советы
- Као
- Ликила
- Линакенг
- Липеланенг
- Лицгхобонг
- Макхунване
- Мотенг
- Нтелле
- Секхобе
- Ца-ле-Молека